# 高原町立高原中学校
高原町立高原中学校（たかはるちょうりつ たかはるちゅうがっこう）は、宮崎県西諸県郡高原町大字西麓にある公立中学校。

## 沿革
歴史
1947年（昭和22年）の学制改革により、新制中学校として創立。2022年（令和4年）に創立75周年を迎えた。
校訓
「礼始礼終」・「切磋琢磨」・「誠心誠意」（2002年（平成14年）制定）
スローガン
「夢・挑戦・感動」
校章
1947年（昭和22年）制定。永山亮一によるデザイン。霧島山をモチーフにしたものを背景にして、中央に「中」の文字を配している。
校歌
1952年（昭和27年）制定。作詞安田尚義、作曲は園山民平による。歌詞は3番まであり、各番の歌詞中に校名の「高原中学校」が登場する。
通学区域
- 高原町立高原小学校区
- 高原町立広原小学校区
- 高原町立狭野小学校区[1]

- 1947年（昭和22年）
  - 4月30日 - 設置が認可される。
  - 5月8日 - 学制改革（六・三制の実施）により、新制中学校「高原町立高原中学校」（現校名）が開校。
  - 6月1日 - 校章、胸章を制定。
  - 9月 - 木造新校舎（普通教室）が完成。
- 1948年（昭和23年）3月 - 後川内分校を設置（高原町立後川内小学校に併設）。
- 1949年（昭和24年）4月 - 後川内分校校舎が完成。
- 1950年（昭和25年）4月 - 後川内分校が後川内中学校として独立。
- 1952年（昭和27年）11月 - 校歌、校旗制定。
- 1958年（昭和33年）7月 - 鉄筋コンクリート造の本館が落成。
- 1965年（昭和40年）11月 - 完全給食を開始。
- 1972年（昭和47年）3月 - 特別教室が完成。
- 1973年（昭和48年）9月 - 体育館が完成。
- 1997年（平成9年）
  - 1月 - 現在地に新校舎が完成。
  - 3月 - 新校舎への移転を完了。
- 1998年（平成10年） - 武道館が完成。
- 2002年（平成14年）
  - 2月 - ケヤキを学校の木に、水仙を学校の花に決定。
  - 5月 - 校訓を制定。韓国釜山広域市大川中学校と姉妹校を締結。

## 部活動
運動部
- バレーボール部（男・女）
- バスケットボール部（男・女）
- ソフトテニス部
- 卓球部
- 野球部
- サッカー部
- 陸上部
- 剣道部
- 柔道部
- 弓道部

文化部
- 吹奏楽部
- 茶道部

## 著名な関係者
- 蒲池猛夫（射撃選手／ロサンゼルスオリンピック ラピッドファイアピストル優勝者）
- 大束匡彦（柔道選手）

## 交通
最寄りの鉄道駅
- JR九州 吉都線 「高原駅」

最寄りのバス停留所
- 宮崎交通バス 「郵便局前」停留所下車 北へ800m。

最寄りの幹線道路
- 宮崎県道405号西麓小林線 「高原町役場入口」交差点
- 国道221号
- 国道223号
- 宮崎自動車道 「高原IC」

## 周辺
- 高原町総合運動公園
- 高原町役場
- 高原町立高原小学校
- 高原町中央公民館
- 高原病院
- 高原郵便局
- 宮崎銀行高原支店

## 参考資料
- 「高原町史」（1984年（昭和59年）10月5日, 宮崎県高原町）p.509～p.511